# Capepsebium
Capepsebium is een kevergeslacht uit de familie van de boktorren (Cerambycidae). De wetenschappelijke naam van het geslacht werd voor het eerst geldig gepubliceerd in 2000 door Adlbauer.

## Soorten
Capepsebium is monotypisch en omvat slechts de volgende soort:
- Capepsebium meridionalis Adlbauer, 2000